# 2-(二苯基膦基)苯甲醚
2-(二苯基膦基)苯甲醚是一种有机磷化合物，化学式为(C6H5)2P(C6H4-2-OCH3)。它是白色固体，可溶于有机溶剂。它在金属有机化学和均相催化领域可用作配体。它是一种典型的介稳（hemilabile）配体。